# Pakisrejo (Banyu Urip)
Pakisrejo is een bestuurslaag in het regentschap Purworejo van de provincie Midden-Java, Indonesië. Pakisrejo telt 854 inwoners (volkstelling 2010).